# Тривунова хумка
Тривунова хумка налази се код Новог Кнежевца у Банату и једна је од најбоље очуваних кургана у Србији. Назив је добила по салашу извесних Тривунових који се некада налазио у близини.

## Опис
Тривунива хумка представља једну од сачуванијих кургана у Војводини. Кроз минуле векове хумка је одолела зубу времена, јер је природна вегетација спречила утицај ерозије ветром и воденим спирањем, тако да се може сматрати да је тек незнатно изгубила од свог оригиналног облика.
Објекат је приказан на мапама војних премера Аустријског царства из 1860. и 1880. године, иако недостаје на мапи из 1783.

## Галерија
| - Поглед на хумку са магистралног пута - Оно што се данас ретко налази: око хумке је биљни покривач поштеђен од уништавања - Поглед према југу већ показује другачију слику: житна поља, али и коров - Површина кургана за летње жеге показује више коровских врста - Бункер из II. светског рата - Бункер је зарастао у вегетацију и постао део кургана - У летњем аспекту површина... - ...и околина кургана је богата дивљим цвећем - Цветајући тоболци дивљег лука (Allium vineale) - И још једна пратитељка недирнутих хумки: велика или удовичаста зечина (Centaurea scabiosa) |